# Alta Semita
Alta Semita («Високий шлях») — вулиця в Стародавньому Римі, яка дала назву одному з 14 регіонів Риму Августа .
Alta Semita принесла до Риму рух із соляного шляху ( Via Salaria ), який існував з доісторичних часів. Античність вулиці також наводить на думку semita, латинське слово, яке зазвичай означає «пішохідна стежка» і не вживається для жодної іншої римської вулиці.  Він пролягав, швидше за все, уздовж сучасних Віа-дель-Квірінале і Віа-Венті-Сеттембре, на хребті Квірінальського пагорба, створюючи прямий маршрут на південний захід від Порта-Колліна в Сервіанській стіні до великого храму епохи Адріана на Колліс-Салютіс . Ймовірно, це пов'язано з Vicus Iugarius . 
Також вулиця під назвою Alta Semita в Римській республіці була не такою, як її знали в пізніший період існування імперії . 
Регіональні каталоги називають Regio VI як Alta Semita, на честь вул.  Храм родини Флавіїв ( Templum Gentis Flaviae ) також знаходився в Альта Семіті, згідно з регіональним каталогом. 